# Xyris bicarinata
Xyris bicarinata är en gräsväxtart som beskrevs av August Heinrich Rudolf Grisebach. Xyris bicarinata ingår i släktet Xyris och familjen Xyridaceae. Inga underarter finns listade i Catalogue of Life.